# St. Josef (Mettlach-Keuchingen)

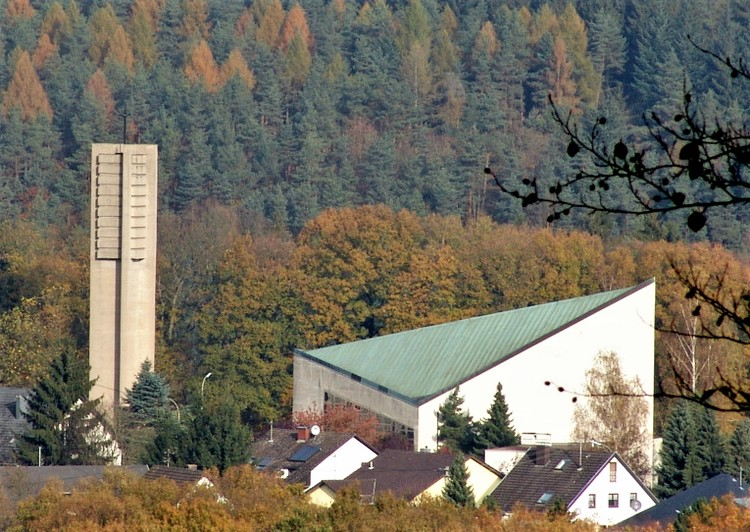
Ehemalige Pfarrkirche St. Josef in Keuchingen

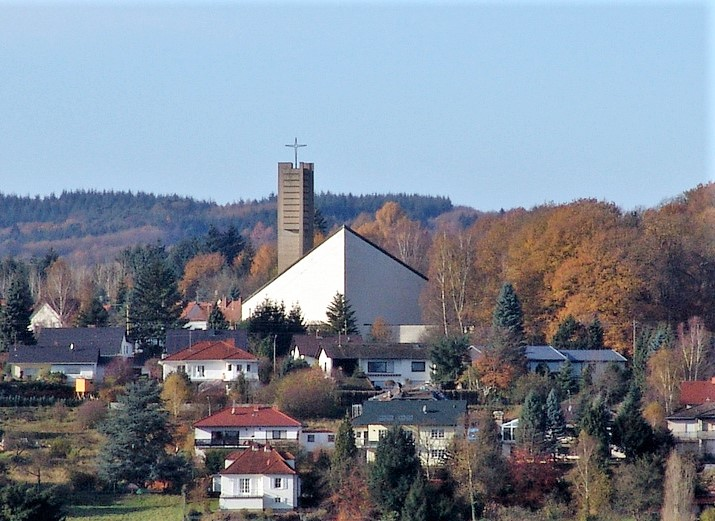
Blick von Osten

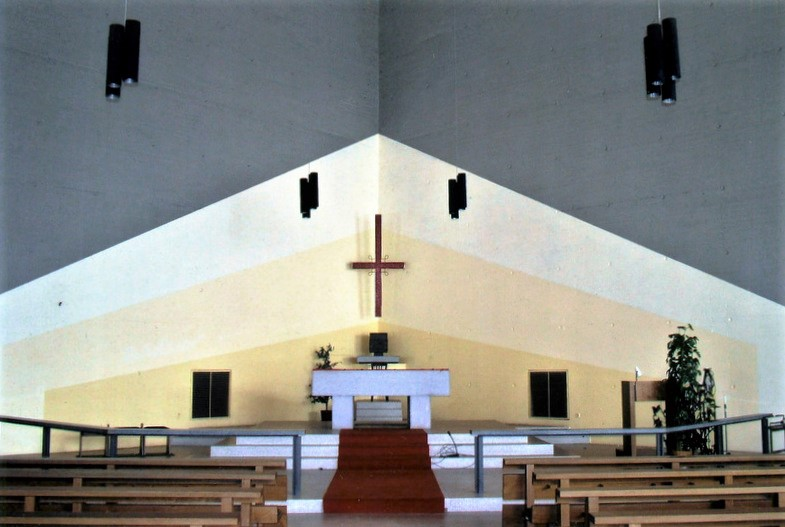
Blick zum Altar

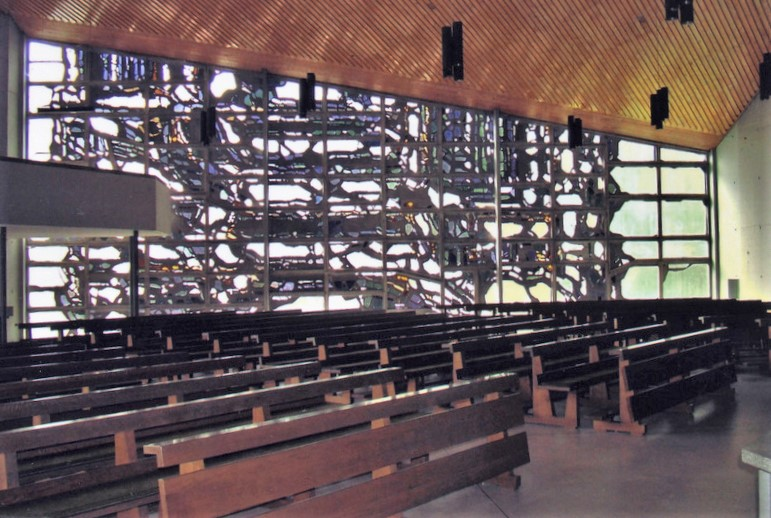

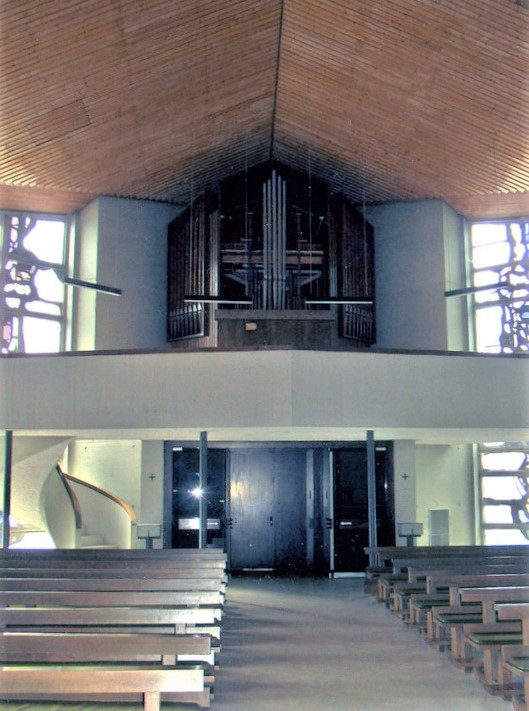
Späth-Orgel (Prospektpfeifen bereits zum Teil ausgebaut).

Die Kirche St. Josef war eine römisch-katholische Pfarrkirche des Bistums Trier im saarländischen Mettlach. Sie befand sich in der Ortslage Keuchingen auf der westlichen Saarseite und ist nicht zu verwechseln mit der neugotischen Kapelle St. Joseph auf dem Gelände der Firma Villeroy & Boch.

## Geschichte
Mit der Expansion der Gemeinde Mettlach nach dem Zweiten Weltkrieg mit neuen Siedlungen auch in der Ortslage Keuchingen wuchs das Bedürfnis nach einer eigenen Pfarrkirche als pastorales Zentrum vor Ort stark an. Die Pfarrkirche St. Josef in der Lutwinus-Siedlung in Keuchingen wurde auf der Grundlage erheblicher Bemühungen des Pfarrers Heinrich Kimmlingen in den Jahren 1965 bis 1967 nach den Plänen der Architekten Krauser & Kiwitter aus Saarbrücken errichtet und am 4. Mai 1965 durch Weihbischof Carl Schmidt konsekriert.
Nachdem Anfang der 2000er Jahre notwendige Sanierungsarbeiten am Gebäude nicht mehr durch die Kirchengemeinde getragen werden konnten, fiel der Beschluss die Pfarrkirche aufzugeben. Am 30. August 2004 fand der letzte Gottesdienst in St. Josef statt, bei dem die Kirche profaniert wurde. Ab Dezember 2005 wurde das Kirchengebäude abgerissen. Auf dem Grundstück befinden sich heute private Wohnhäuser.

## Baubeschreibung
Der weithin sichtbare Betonturm besaß einen dreieckigen Grundriss und befand sich freistehend vor dem Kirchengebäude. In dessen oberen Drittel kragte der in vier Segmente unterteilte dreieckige Turmkorb der Glockenstube hervor. Das Kirchengebäude selbst war auf drachenförmigen Grundriss erbaut und von außen schlicht gestaltet. Die beiden schräg zulaufenden Wände an der Westseite der Kirche waren dabei zu großen Fensterfassaden aufgelöst. Der höchste Punkt des kupfergedeckten Daches befand sich in der Ecke über dem Chorraum.

## Orgel
Die Orgel befand sich auf der Empore an der Rückwand der Kirche und war im Jahr 1969 durch die Firma Gebr. Späth Orgelbau aus Ennetach erbaut worden und befindet sich seit 2006 unverändert in der katholischen Pfarrkirche St. Michael in Völklingen. Das Instrument besitzt 14 Register auf zwei Manualen und Pedal. Die Spiel- und Registertrakturen sind mechanisch. Die Disposition der Orgel ist wie folgt:
| I Hauptwerk C–g3 |                     |                        |
| 1.               | Prinzipal           | 8′                     |
| 2.               | Flöte               | 8′                     |
| 3.               | Oktave              | 4′                     |
| 4.               | Sesquialtera II–III | 2 ⁄3′ + 1 3⁄5′ + 1 ⁄7′ |
| 5.               | Mixtur III–IV       | 2′                     |

| II Positiv C–g3 |            |       |
| 6.              | Gedeckt    | 8′    |
| 7.              | Rohrflöte  | 4′    |
| 8.              | Prinzipal  | 2′    |
| 9.              | Quinte     | 1 ⁄3′ |
| 10.             | Zimbel III | 1′    |

| Pedal C–f1 |             |     |
| 11.        | Subbass     | 16′ |
| 12.        | Oktavbass   | 8′  |
| 13.        | Gedecktbass | 8′  |
| 14.        | Choralbass  | 4′  |

- Koppeln: II/I, I/P, II/P

## Literatur

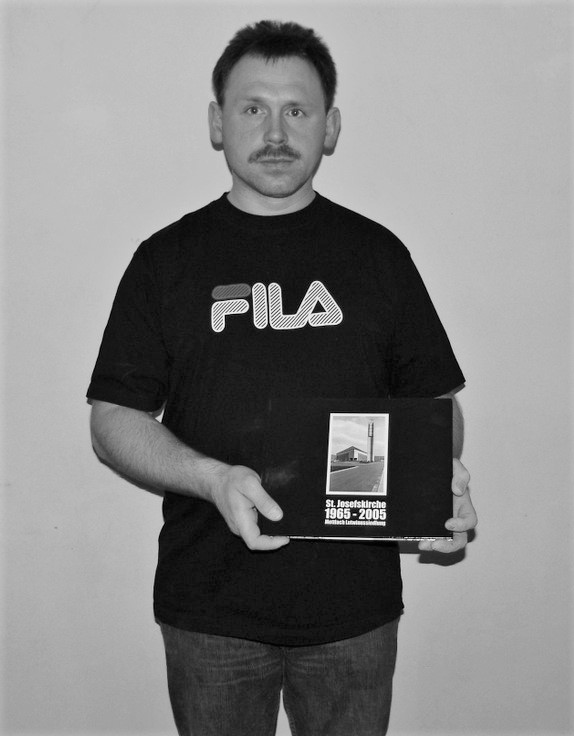
Thomas Steuer mit seinem Bildband über die Kirche St. Josef

## Weitere Bilder

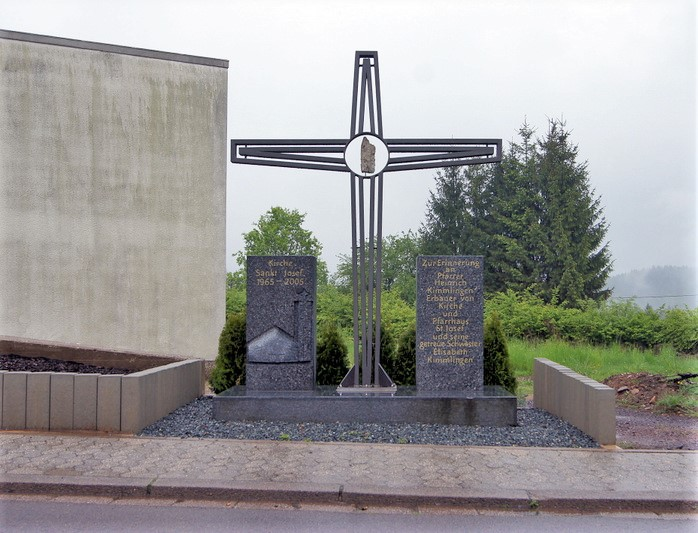
Kreuz und Denkmal für die Kirche und Pfarrer Heinrich Kimmlingen
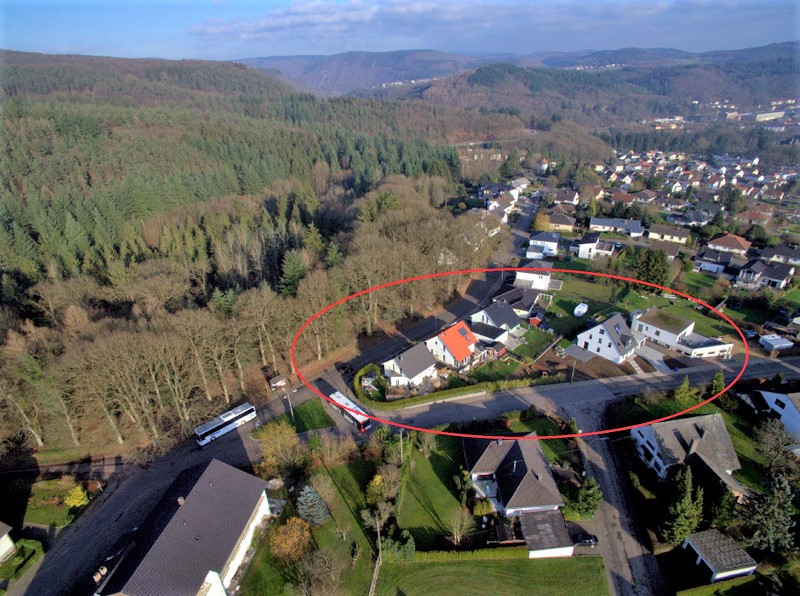
Ehemaliger Standort der Pfarrkirche